# Kalliapseudes mauritanicus
Kalliapseudes mauritanicus is een naaldkreeftjessoort uit de familie van de Kalliapseudidae. De wetenschappelijke naam van de soort is voor het eerst geldig gepubliceerd in 1923 door Monod.